# I guerrieri della notte (romanzo)
I guerrieri della notte (The Warriors) è un romanzo del 1965 di Sol Yurick, illustrato da Frank Modell. Una rivisitazione della storia ha ispirato il film omonimo del 1979.
Rispetto alla pellicola, il romanzo di Yurick affronta più da vicino i concetti di sessualità, reputazione, famiglia e sopravvivenza per le strade di New York.

## Trama
Il romanzo inizia con una citazione dall'Anabasi di Senofonte, sulla cui struttura si basa il romanzo.
È la sera del 4 luglio. Ismael Rivera, capo dei Delancey Thrones, la più grande gang di strada di New York, convoca al Van Cortlandt Park del Bronx una grande assemblea delle bande cittadine. Come da istruzioni, a nessuna delle delegazioni è consentito portare armi, a parte una pistola ciascuno quale simbolico segno di pace. Tra le bande ci sono i Dominators di Coney Island, il gruppo afroamericano-ispanico su cui si concentra il romanzo. La gang è composta dal leader Papa Arnold, dal vice Hector, dal facinoroso Lunkface, dal consigliere Bimbo, dal graffitaro Hinton, dall'equilibrato Dewey, e dal giovane Junior.
Alla riunione, Ismael annuncia il suo grande piano di tregua per sfidare insieme "L'Uomo" (ossia la società). Dopo un discorso concitato, l'assemblea però finisce nel caos quando diverse bande rivali iniziano a picchiarsi. All'arrivo della polizia, che aveva ricevuto una soffiata, molte bande credono che sia stato proprio Ismael ad incastrarli, e così lo uccidono sparandogli con le loro pistole "di pace". La morte del leader manda su tutte le furie i Delancey Thrones, che se la prendono con Papa Arnold. Tocca così a Hector prendere la guida dei Dominators e pianificare il ritorno della sua gang a Brooklyn passando attraverso i quartieri delle bande rivali. Poiché Hinton conosce meglio il Bronx, avendoci già vissuto, gli viene dato il compito di condurre i Dominators fuori dal cimitero di Woodlawn, dove sono sfuggiti ai poliziotti nel caos.
In viaggio verso la stazione della metropolitana, la banda si imbatte nei Borinquen Blazers, una banda portoricana. Dopo aver parlato con il loro capo, le due bande negoziano un passaggio sicuro fino a quando una delle fidanzate dei Blazers chiede come trofeo una delle spille dei Dominators. Al loro rifiuto, la ragazza se la prende con il capo dei Blazers, mettendo in dubbio la sua virilità. Il leader esige allora che i Dominators si tolgano le spille in cambio di un passaggio sicuro. La situazione degenera in un'animata discussione tra Blazers e Dominators, che si incamminano lo stesso dopo aver stuprato in gruppo la giovane donna.
Durante tutto il romanzo, i componenti della banda si sfidano in giochi di "virilità", per alleviare la noia ma anche per risolvere le faide interne. Consapevoli che la polizia sta cercando di mettere al fresco tutte le bande della città, nel corso della fuga i Dominators si separano, ma con destini diversi: la polizia riesce infatti ad arrestare Bimbo, Hector e Lunkface, dopo che questi avevano tentato di consumare un rapporto sessuale con un'infermiera ubriaca. Nel frattempo, Hinton arriva da solo alla stazione di Times Square, punto di ritrovo designato, dove viene costretto a fare sesso con una prostituta adolescente e si scrolla di dosso un omosessuale e un giovane drogato che offre favori sessuali per denaro.
Riescono così a tornare sani e salvi a Coney Island solo Hinton, Dewey e Junior. Arrivati a destinazione, Dewey e Junior vanno via con le loro fidanzate, mentre Hinton, che non ha una compagna, torna a casa. Lì trova sua madre Minnie nel bel mezzo di un rapporto sessuale. Dopo essersi preso cura di un bambino trascurato e aver parlato con il fratellastro drogato Alonso di vita e futuro, Hinton si addormenta sulla scala anti-incendio con il pollice in bocca.

## Le gang
- Coney Island Dominators (Coney Island, Brooklyn) – Prevalentemente neri e ispanici, indossano magliette polo di paisley, giubbetti, pantaloni neri aderenti, stivaletti e cappelli di paglia con lo stemma della Mercedes-Benz.
- Delancey Thrones (Bowery, Manhattan) – Ispanici, indossano magliette rosse e pantaloni e berretti bianchi.
- Colonial Lords (Coney Island, Brooklyn) – Rivali dei Dominators
- Morningside Sporting Seraphs (Morningside Heights, Manhattan) – Indossano grandi cappelli ingombranti appoggiati di lato
- Borinquen Blazers (Bronx) – Portoricani, indossano camicie a righe luminose, pantaloni a zampa d'elefante, scarpe alte con bottoni di perle e cappelli di paglia.

Altre gang brevemente accennate nel romanzo comprendono i Castro Stompers, i Golden Janissaries, i Jackson Street Masai, le Intervale Avenue Lesbos (Bronx) e gli Spahis.

## Edizioni italiane
- Sol Yurick, I guerrieri della notte, I ed., Sperling & Kupfer, 1979,  p. 271, ISBN 8820000857.
- Sol Yurick, I guerrieri della notte, II ed., Fanucci, 2007,  p. 224, ISBN 8834713435.